# بالاكلييا (تشيركاسكا)
بالاكلييا (Балаклея) هي مدينة في مقاطعة تشيركاسكا في أوكرانيا. ويبلغ عدد سكانها حوالي 4253 نسمة.